# Boris Zilber
Boris Zilber é um matemático britânico natural da Rússia. Trabalha com teoria dos modelos.
Zilber obteve o título de Candidato de Ciências em 1975 na Universidade Estadual de Novosibirsk e doktor nauk em 1986 na Universidade Estatal de São Petersburgo. É desde 1999 professor de lógica matemática da Universidade de Oxford.
Em 2004 obteve um resultado em teoria dos modelos de fundamental significado para a ainda incompleta hipótese de Schanuel, de grande significância na teoria dos números transcendentais. Com Ehud Hrushovski introduziu a geometria de Zariski (Journal of the AMS, Bd.9, 1996, S.1), generalizações de topologias de Zariski. Seu livro sobre o assunto foi publicado em 2010 pela Cambridge University Press (Zariski Geometries- geometry from the logician´s point of view). É também conhecido por uma hipótese com Gregory Cherlin na teoria dos modelos, explanada por ele em 1977 (hipótese de Cherlin-Zilber).
Em 2004 recebeu o Prêmio Berwick Sênior da London Mathematical Society. Em 2002 apresentou a Tarski Lectures. Em 1983 foi palestrante convidado (Invited Speaker) no Congresso Internacional de Matemáticos em Varsóvia (The structure of models of uncountable categorial theories).

## Obras
- Uncountably categorical theories, American Mathematical Society 1993
- Zariski Geometries- Geometry from the logicians point of view, London Mathematical Society Lecture Notes Nr. 360, 2010, Cambridge University Press, Review von Anand Pillay, Bulletin AMS, Volume 50, 2013, p. 175-180